# Championnat de France de football de deuxième division 1979-1980
Navigation
Division 2 1978-1979 Division 2 1980-1981
Le Championnat de France de football  1979-1980 a été remporté par l'Association de la jeunesse auxerroise.

## Les 36 clubs participants
| Groupe A - AS Angoulême - Racing Club Franc-Comtois de Besançon - Amicale de la Jeunesse blésoise - La Berrichonne de Châteauroux - FC Chaumont - USL Dunkerque - EA Guingamp - Le Havre Athletic Club - Limoges FC - Amicale de Lucé - UES Montmorillon - Union Sportive de Nœux-les-Mines - Union Sportive d'Orléans - Stade Quimpérois - Stade de Reims - Stade rennais FC - FC Rouen - Football Club de Tours | Groupe B - Gazélec Ajaccio - Olympique d'Alès - Association de la jeunesse auxerroise - Olympique avignonnais - Association Sportive de Béziers - Association sportive de Cannes football - FC Gueugnon - FC Martigues - EDS Montluçon - Montpellier PSC - FC Mulhouse - Paris Football Club - SR Saint-Dié - US Tavaux - Thionville FC - CS Thonon - Sporting Club de Toulon - Toulouse FC |

## Classement final Groupe A
| Rang | Équipe              | Pts | J  | G  | N  | P  | Bp | Bc | Diff |
| ---- | ------------------- | --- | -- | -- | -- | -- | -- | -- | ---- |
| 1    | FC Tours            | 51  | 34 | 22 | 7  | 5  | 59 | 26 | +33  |
| 2    | Stade rennais FC    | 46  | 34 | 19 | 8  | 7  | 60 | 30 | +30  |
| 3    | EA Guingamp         | 46  | 34 | 19 | 8  | 7  | 53 | 36 | +17  |
| 4    | RCFC Besançon       | 39  | 34 | 14 | 11 | 9  | 53 | 39 | +14  |
| 5    | US Nœux-les-Mines   | 39  | 34 | 16 | 7  | 11 | 45 | 35 | +10  |
| 6    | Stade de Reims      | 39  | 34 | 14 | 11 | 9  | 41 | 35 | +6   |
| 7    | Le Havre AC         | 38  | 34 | 15 | 8  | 11 | 45 | 32 | +13  |
| 8    | FCG Rouen           | 38  | 34 | 16 | 6  | 12 | 44 | 36 | +8   |
| 9    | SC Angoulême        | 36  | 34 | 9  | 18 | 7  | 38 | 24 | +14  |
| 10   | Olympique Dunkerque | 31  | 34 | 11 | 9  | 14 | 39 | 38 | +1   |
| 11   | US Orléans          | 30  | 34 | 9  | 12 | 13 | 34 | 44 | -10  |
| 12   | Stade Quimpérois    | 29  | 34 | 11 | 7  | 16 | 38 | 54 | -16  |
| 13   | AAJ Blois           | 27  | 34 | 9  | 9  | 16 | 28 | 50 | -22  |
| 14   | LB Châteauroux      | 26  | 34 | 8  | 10 | 16 | 42 | 55 | -13  |
| 15   | Limoges FC          | 26  | 34 | 8  | 10 | 16 | 30 | 44 | -14  |
| 16   | UES Montmorillon    | 26  | 34 | 8  | 10 | 16 | 37 | 58 | -21  |
| 17   | Amicale de Lucé     | 23  | 34 | 8  | 7  | 19 | 30 | 62 | -32  |
| 18   | FC Chaumont         | 22  | 34 | 7  | 8  | 19 | 35 | 53 | -18  |

 Victoire à 2 points
Source : rsssf.org

## Classement final Groupe B
| Rang | Équipe             | Pts | J  | G  | N  | P  | Bp | Bc | Diff |
| ---- | ------------------ | --- | -- | -- | -- | -- | -- | -- | ---- |
| 1    | AJ Auxerre         | 44  | 34 | 16 | 12 | 6  | 54 | 30 | +24  |
| 2    | FC Avignon         | 44  | 34 | 20 | 4  | 10 | 54 | 41 | +13  |
| 3    | AS Cannes          | 40  | 34 | 15 | 10 | 9  | 54 | 36 | +18  |
| 4    | CS Thonon          | 39  | 34 | 14 | 11 | 9  | 47 | 37 | +10  |
| 5    | FC Gueugnon        | 37  | 34 | 12 | 13 | 9  | 54 | 37 | +17  |
| 6    | Toulouse FC        | 37  | 34 | 14 | 9  | 11 | 47 | 34 | +13  |
| 7    | Paris FC           | 37  | 34 | 11 | 15 | 8  | 41 | 34 | +7   |
| 8    | Montpellier PSC    | 36  | 34 | 14 | 8  | 12 | 55 | 42 | +13  |
| 9    | AS Béziers         | 36  | 34 | 14 | 8  | 12 | 42 | 37 | +5   |
| 10   | FC Martigues       | 35  | 34 | 11 | 13 | 10 | 43 | 41 | +2   |
| 11   | Thionville FC      | 31  | 34 | 10 | 11 | 13 | 38 | 49 | -11  |
| 12   | EDS Montluçon      | 30  | 34 | 9  | 12 | 13 | 34 | 40 | -6   |
| 13   | Gazélec Ajaccio    | 30  | 34 | 9  | 12 | 13 | 36 | 56 | -20  |
| 14   | US Tavaux-Damparis | 29  | 34 | 11 | 7  | 16 | 38 | 54 | -16  |
| 15   | SR Saint-Dié       | 28  | 34 | 9  | 10 | 15 | 40 | 63 | -23  |
| 16   | FC Mulhouse        | 27  | 34 | 8  | 11 | 15 | 34 | 45 | -11  |
| 17   | SC Toulon          | 27  | 34 | 8  | 11 | 15 | 36 | 48 | -12  |
| 18   | Olympique d'Alès   | 25  | 34 | 8  | 9  | 17 | 37 | 60 | -23  |

 Victoire à 2 points
Source : rsssf.org

## Attribution du titre
La formule du tournoi est appliquée pour permettre de décerner le titre honorifique de champion de France de division 2. Les vainqueurs des deux groupes vont se rencontrer sur deux matchs aller et retour et le vainqueur sera alors sacré champion.
- AJ Auxerre 4-0 FC Tours
- FC Tours 1-0 AJ Auxerre

L'Association de la jeunesse auxerroise est sacrée championne de France de Division 2.

## Les champions de France de division 2
| Joueur             | Nationalité | Poste             | Matchs joués | Buts |
| ------------------ | ----------- | ----------------- | ------------ | ---- |
| Guy Roux           | France      | entraîneur        | 34           | -    |
| Dominique Cuperly  | France      | Milieu de terrain | 34           | 7    |
| Patrick Remy       | France      | Attaquant         | 26           | 5    |
| Jean-Paul Pesant   | France      | Gardien de but    | -            | -    |
| Marian Szeja       | Pologne     | Gardien de but    | -            | -    |
| Olivier Borel      | France      | Défenseur         | -            | -    |
| Jean-Luc Charles   | France      | Défenseur         | -            | -    |
| Lucien Denis       | France      | Défenseur         | -            | -    |
| Joel Guyon         | France      | Défenseur         | -            | -    |
| Lourdin            | France      | Défenseur         | -            | -    |
| Jean-Paul Noël     | France      | Défenseur         | -            | -    |
| Christian Roque    | France      | Défenseur         | -            | -    |
| Christian Antoinat | France      | Milieu de terrain | -            | -    |
| Paul Brot          | France      | Milieu de terrain | -            | -    |
| Jean-Marc Ferreri  | France      | Milieu de terrain | -            | -    |
| Serge Mesonès      | France      | Milieu de terrain | -            | -    |
| Alain Ollier       | France      | Milieu de terrain | -            | -    |
| Philippe Delancray | France      | Attaquant         | -            | -    |
| Józef Klose        | Pologne     | Attaquant         | -            | -    |
| Jean-Marc Schaer   | France      | Attaquant         | -            | -    |
| André Truffaut     | France      | Attaquant         | -            | -    |

## Barrages
- Match entre deuxième : Stade rennais FC - Olympique avignonnais 0-0 / 2-3 (2-3)
- Barrage D1-D2 : Olympique lyonnais (D1) - Olympique avignonnais (D2) 6-0 / 2-4 (8-4)
- Match des champions : AJ Auxerre - FC Tours 4-0 / 0-1 (4-1)

## Tableau d'honneur
- Promus en D1 : AJ Auxerre, FC Tours
- Relégués en D2 : Stade Brestois, Olympique de Marseille
- Promus en D2 : Sporting Club Abbeville, SM Caennais, AS Corbeil-Essonnes, FCAS Grenoble, AS Libourne
- Relégués en D3 : FC Mulhouse, SC Toulon, Olympique d'Alès, Amicale de Lucé, FC Chaumont (à la suite du refus de l'accession en D2 par les Pierrots de Strasbourg, Montmorillon est repêché)

## Buteurs
| Place | Joueur           | Nationalité | Club            | Buts | Groupe |
| ----- | ---------------- | ----------- | --------------- | ---- | ------ |
| 1er   | Robert Pintenat  | France      | Toulouse FC     | 19   | Gr B   |
| -     | Jacky Vergnes    | France      | Montpellier PSC | 19   | Gr B   |
| 3e    | Bernard Ferrigno | France      | FC Tours        | 16   | Gr A   |
| -     | Alain Polaniok   | France      | Stade de Reims  | 16   | Gr A   |
| -     | Gérard Albert    | France      | FC Gueugnon     | 16   | Gr A   |